# Massimiliano Notari
Massimiliano Notari (Como, 14 febbraio 1972) è un allenatore di calcio ed ex calciatore italiano, di ruolo difensore.

## Carriera
Dopo aver militato per 7 anni nelle giovanili del Como, a 18 anni passa all'Oggiono, riuscendo anche a conseguire il diploma di ragioneria. È fratello del calciatore Mattia Notari.
Nel 1991 gioca nel Saronno nel Campionato Nazionale Dilettanti, dove rimane per due stagioni. Nel 1993 passa alla Juventus, con cui esordisce in Serie A il 5 dicembre 1993 contro il Napoli, sostituendo lo squalificato Torricelli.
Dopo 6 partite nella massima serie con i bianconeri, nel 1994 passa in prestito all'Acireale (Serie B) e nel 1995 alla Pistoiese (sempre in Serie B) per poi tornare a Torino nel 1996, ma non disputa alcuna partita con la Juventus a causa di problemi alla cartilagine del ginocchio destro per un infortunio subito a Pistoia.
Nel 1997 scade il contratto con la Juventus e Notari firma con la Triestina, in Serie C1, che lo prende a parametro zero. A fine stagione però il contratto non gli viene rinnovato. In estate si allena quindi a Coverciano insieme agli altri calciatori senza contratto, conseguendo anche il patentino di allenatore, e poi al Piacenza, prima di essere ingaggiato nel mese di gennaio del 1998 dall'Alzano Virescit, con cui però gioca solo in 4 occasioni, a causa dei postumi dell'infortunio al ginocchio.
Nell'estate del 1999, giocando a calcetto subisce un infortunio alla caviglia e nuovamente al ginocchio destro, non riuscendo così a trovare un club che lo metta sotto contratto.
Nel 2000 accetta di giocare in Eccellenza con la Guanzatese, conquistando la promozione nella Serie D 2001-2002. A Guanzate, dove allena anche i bambini da 6 a 10 anni, ritrova continuità, disputando quasi tutte le partite della propria squadra.
Nel 2002 passa al Seregno (Serie D) ma un altro infortunio alla cartilagine, stavolta al ginocchio sinistro, lo ferma nuovamente.
Dopo una stagione con l'Olginatese decide di terminare con il calcio giocato e intraprendere la carriera di allenatore con l'Olginatese stessa. Nel 2006 allena il Corsico.
Successivamente lavora come osservatore per l'AS Monaco.
Il 20 maggio 2021 viene annunciato dal Parma come nuovo responsabile dell'area scouting, con incarico a partire dal 1º giugno.

## Palmarès

### Giocatore

#### Competizioni nazionali
- Campionato italiano Serie C1: 1

Alzano Virescit: 1998-1999 (girone A)